# Durocortorum
Durocorter (ou Durocorterum) est le nom du site gaulois qui devint cité de l'Empire romain puis, aujourd'hui, la ville de Reims.

## Étymologie et citations
Par ordre chronologique :
- Durocortorum des Rèmes, par Jules César dans la Guerre des Gaules, VI, 44, 1 à 3.
- Géographie (Ptolémée), II, 9, 6 Drocorttoron.
- Strabon dans sa Géographie, IV, 3, 5.
- Ammien Marcellin dans sa Res gestae[1] à XV, 11-10 où il cite les villes de Châlons, Reims et Amiens, XVI, 2, 8 où Julien concentre ses troupes à Reims...
- Les actes du Concile d'Arles (314) dans le codex C 37 civitas Remorum, K 27, A 24, D 24 (Item de Galleis. Inbetausius episcopus, Primigenius diaconus de ciuitate Remorum [Reims]).
- Jérôme de Stridon, dans sa lettre CXXIII, 15 à Gerchia, Remorum urbs.
- Dans le Code de Théodose alors que Valens et Valentinien II se trouvent à Durocortourm en 366 et 367, ils promulguent des ordonnances impériales livre VIII, 7 donné à Durocortorum le 7 avril 366 ; livre XI, 1 donné à Durocortorum le 19 mai 366 ; ...livre XIV, 4 donné à Durocortorum le 8 juin 367.

La ville est citée dans la Notitia dignitatum pour sa fabrique d'épées, Empire d’Occident IX, 36, pour sa confection des habits de cour, Empire d’Occident XI 56, ses atelier de brocarts d'or et d'argent, Empire d’Occident XI 76, comme siège du Directeur des caisses générales de comte des Largesses, Empire d’Occident XI 34 et s'y trouve le Préfet des Lètes et Gentils, Empire d’Occident XLII 42.
Après l'installation de Magnus Maximus dans Augusta Treverorum, Reims est cité comme  Metropolis civitas Remorum ou encore métropole de la Gaule seconde.

## Antiquité

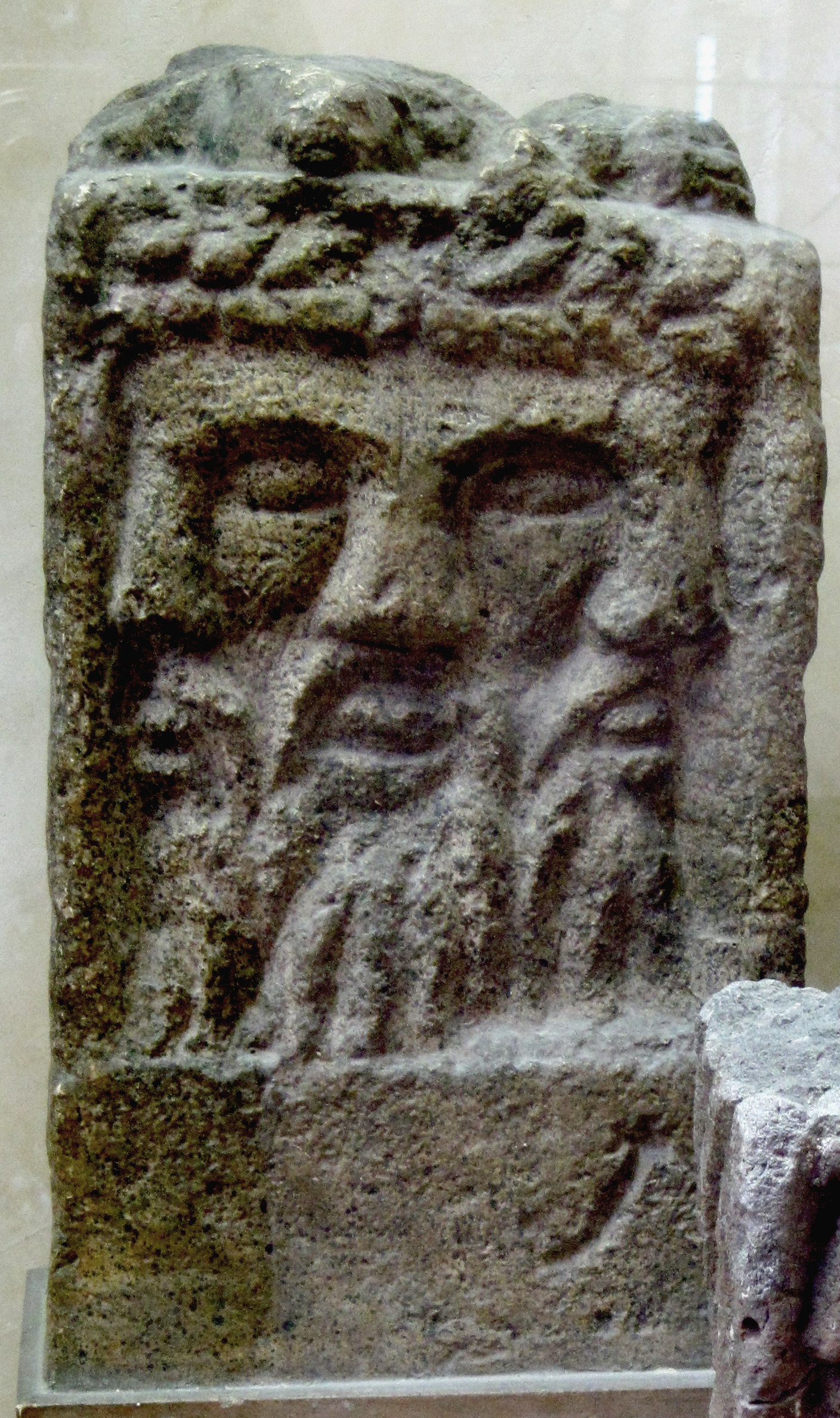
Autel tricéphale.

### Durocortorum, oppidum rème
L'oppidum du « Vieux Reims », situé sur les actuelles communes de Variscourt et Condé-sur-Suippe, était le chef-lieu des Rèmes. Cette ville aurait vu le jour entre 450 et 200 av. J.-C. (époque de La Tène I et II). Sans doute était-elle entourée de deux fossés ou enceintes concentriques et couvrait déjà quelque 500 hectares. À cet ensemble succéda cependant vers 80 av. J.-C. l'oppidum de Durocortorum, sur le site qui deviendra Reims, comme en témoignent quelques nécropoles. Attesté sous la forme latinisée Durocortorum par Jules César et Duricortora (Δουρικορτόρα) chez Strabon.
Il n'existe que peu d'informations sur ce qu'était Durocortorum avant l'arrivée des Romains puisque les Gaulois se transmettaient le savoir oralement. Elle était cependant considérée comme la « dernière cité civilisée » au nord. Les fouilles montrent une occupation depuis La Tène en un habitat dispersé, la ville de 90 hectares, centrée sur l'actuelle place Royale et protégée par une fortification de 50 mètres de largeur, constituée d'un fossé profond de 8 mètres et d'une levée de terre probablement surmontée d'une palissade.

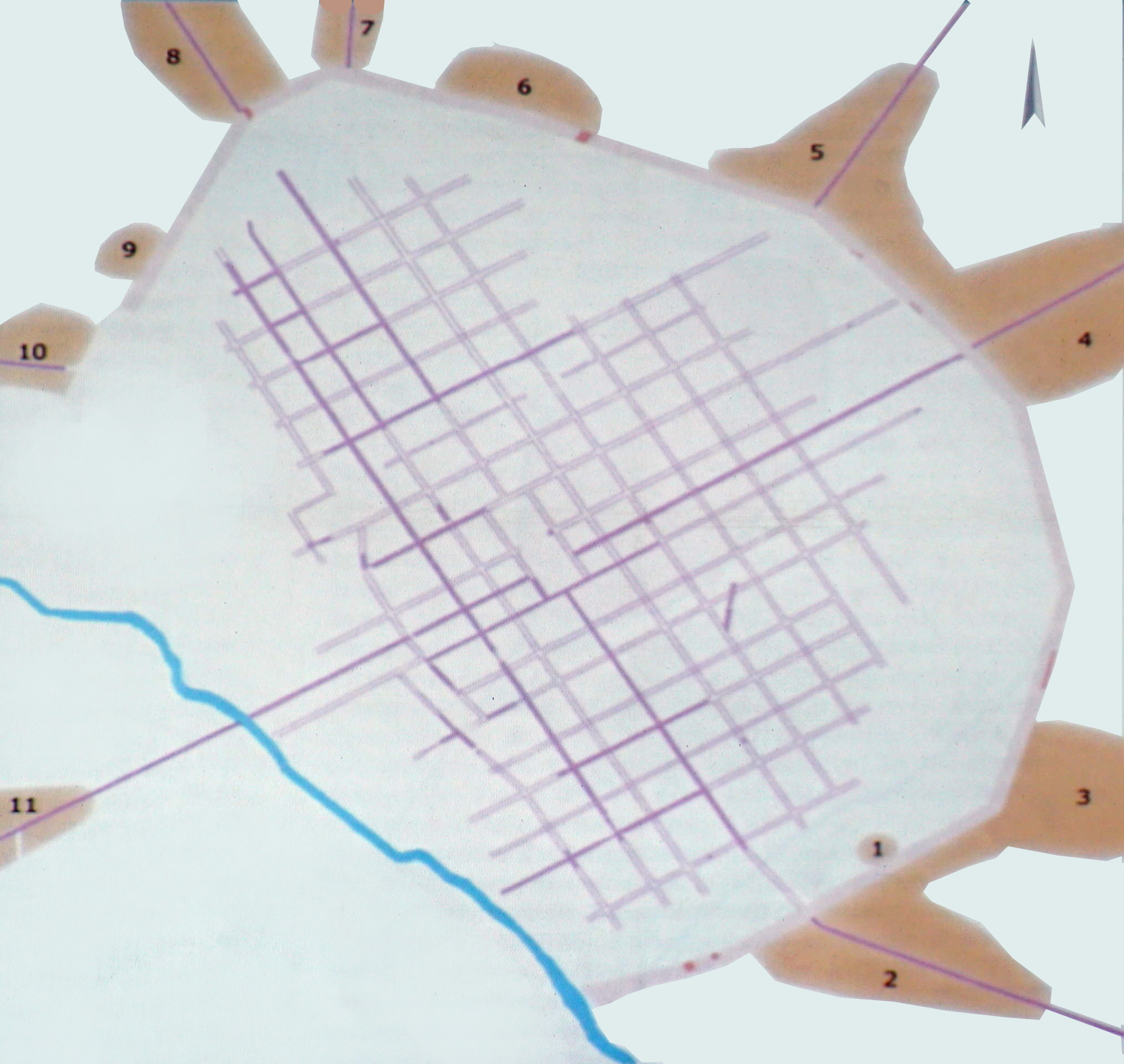
L'emprise, carroyage et nécropoles augustéennes.

### Les Rèmes et Rome

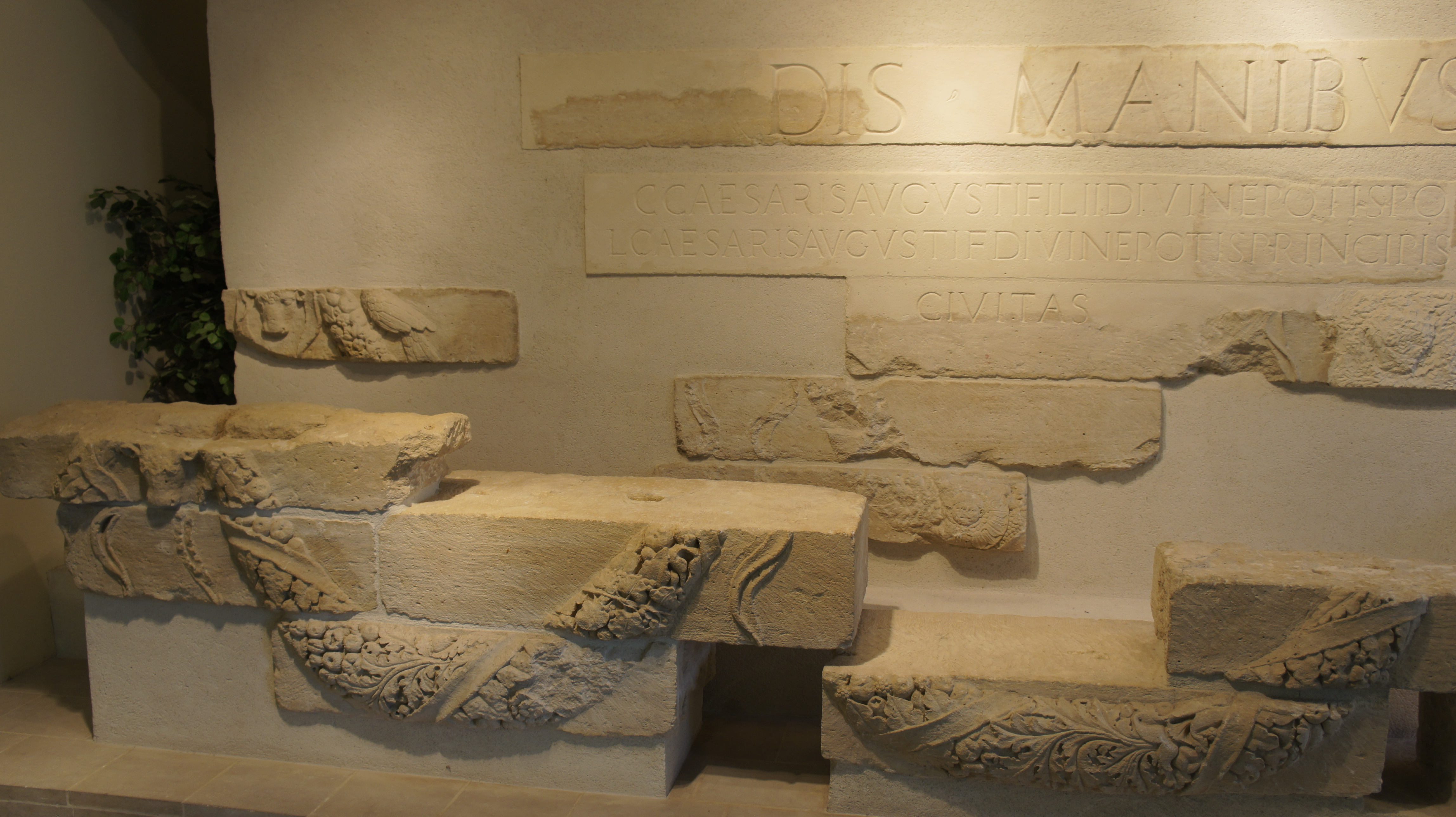
Cénotaphe aux princes de la jeunesse Caius Julius Caesar Vipsanianus et Lucius Julius Caesar Vipsanianus.

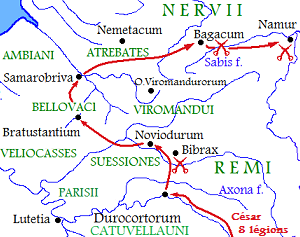
Le territoire des Rèmes (REMI) lors de la bataille de l'Aisne en -57.

Voyant l'avancée de l'armée de César en Gaule, les Belges s'unirent pour repousser cette invasion. Les Rèmes restèrent en dehors de la coalition et décidèrent de s'allier aux Romains. Ils envoyèrent deux députés négocier avec les Romains. Ils tentèrent de convaincre leurs « frères » Suessions, avec qui ils partageaient les lois et le gouvernement, de les suivre mais en vain. En 57 av. J.-C., les Belges attaquèrent l'oppidum rème de Bibrax (« Vieux-Laon »). L'armée de Jules César obtint cependant la victoire. Après le retrait de César, des armées belges attaquent les Rèmes. Les troupes romaines font demi-tour et viennent en aide à leurs alliés. Les Suessions furent placés sous la domination des Rèmes. Le territoire des Rèmes s'étendait à l'époque de la Seine à la Marne et à la Meuse.
En 53 av. J.-C., César ordonna au concilium Galliae de se réunir à Durocortorum pour y juger Acco chef des Carnutes, de la conjuration des Sénons et des Carnutes. Les Rèmes restèrent fidèles à Rome tout au long de la Guerre des Gaules. Durocortorum fut ainsi classée parmi les cités fédérées, considérées comme indépendantes. La ville, privilégiée du fait de son alliance avec Rome, conserve ses lois et son gouvernement. Sous Auguste, son territoire fut placé dans la province de Belgique dont Durocortorum devint la capitale.

### Reims, ville gallo-romaine

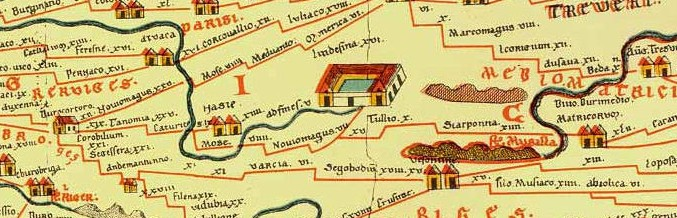
La ville sur la table de Peutinger.

La ville avait une emprise de 500  à   600 hectares. Ayant le même centre que la ville gauloise, elle possédait un carroyage régulier avec des rues de 15 mètres de largeur avec caniveau.
Reims garde de son passé gallo-romain deux axes majeurs, le cardo major et le decumanus major qui structurent encore aujourd'hui la ville : la rue de Vesle et l'avenue Jean-Jaurès d'une part, et d'autre part la rue de l'Université, la rue Anatole-France et la rue Colbert. Ces deux axes se croisent place Royale. La cité gauloise devait sans doute occuper une petite hauteur qui dominait un marécage où la Vesle coulait en contrebas. Cette cité présumée se trouve sans doute au moins six mètres au-dessous du niveau actuel du centre-ville. Le nom de Clairmarais évoque encore le lit où s'étale jusqu'au XIXe siècle cette rivière.

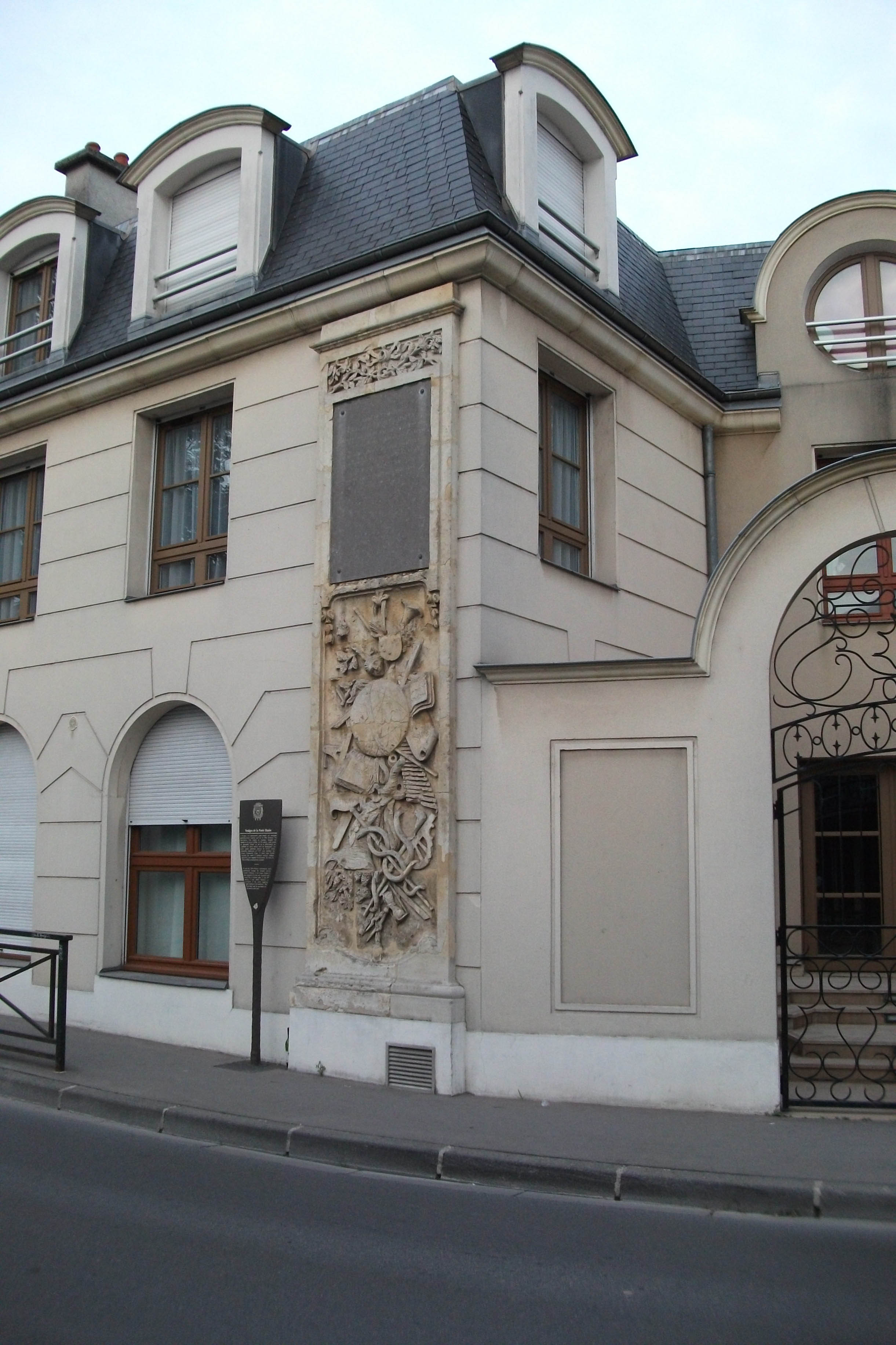
Les vestiges de la porte Bazée, aujourd'hui située rue de l'Université.

La ville gallo-romaine était vaste pour l'époque, elle était la capitale de la Gaule belgique et une des plus vastes villes au nord et à l'ouest de Rome ; ses limites étaient marquées par quatre portes monumentales, dont la porte de Mars dédiée au dieu de la guerre et orientée vers la Belgique qui restait à conquérir et à pacifier. Il ne subsiste des trois autres portes que les vestiges de la porte Bazée, rue de l'Université au niveau du lycée. La porte Cérès se trouvait à l'emplacement de la place Artistide-Briand, comme nous le rappelle la toponymie des lieux, et à l'opposé la porte de Vénus, rue de Vesle,.
Une autre façon de mesurer l'ampleur de la ville gallo-romaine est de considérer les voies qui partent en diagonale des portes, véritables arcs de triomphe à la gloire de l'envahisseur-colonisateur. De la porte de Cérès partaient les voies pour Trèves (avenue Jean-Jaurès), pour Metz (rue de Cernay) et pour Cologne (rue Camille-Lenoir puis rue de Bétheny). Au-delà de cette porte se trouvait un quartier d'artisans qui travaillaient notamment les os (rue Raymond-Guyot). D'autres quartiers d'artisans se situaient hors de la ville ou en périphérie immédiate (rue Simon, rue Gosset...). De la porte de Mars partaient les voies vers Thérouanne (avenue de Laon), vers Bavay (route de la Neuvilette) et vers Boulogne (rue Jean-Jacques-Rousseau). De la porte de Vénus partait une seule voie du fait de la nécessité de traverser le marais et la Vesle et qui se dirige, elle, vers Paris. De la porte Bazée ou porte de Bacchus, une voie se dirigeait vers Rome (rue de l'Université et rue du Barbâtre) et une autre vers Toul. Les cimetières étaient eux à l'extérieur, de part et d'autre des voies entrant en ville.

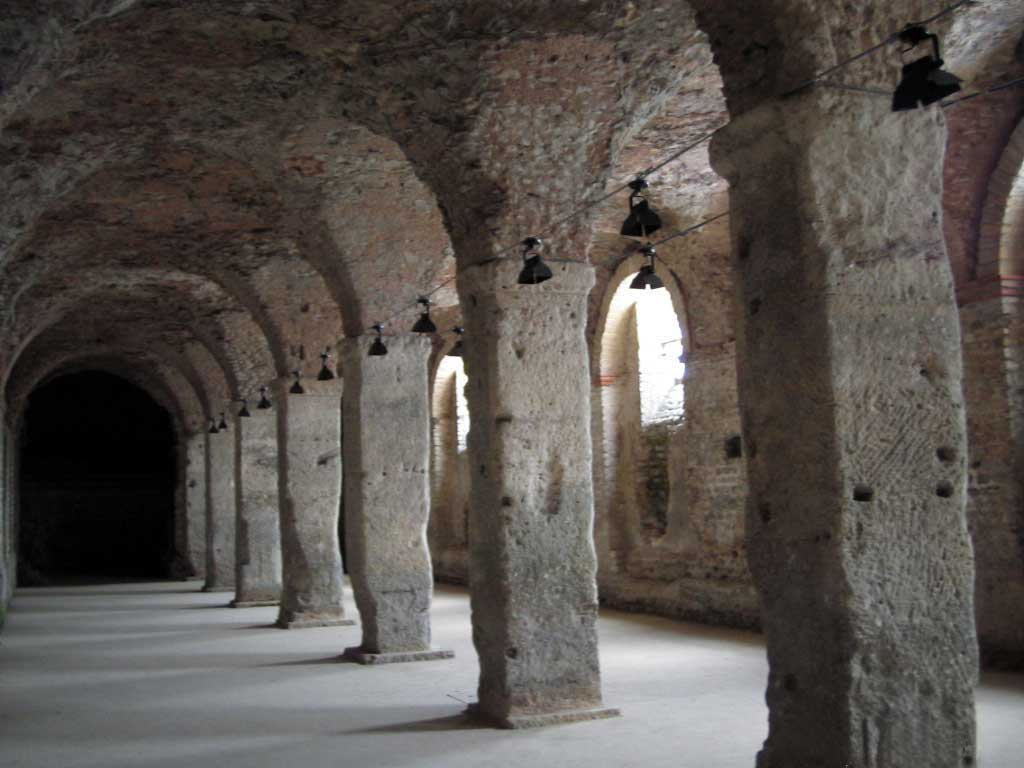
Le cryptoportique construit à la fin du Ier siècle.

Les autres voies de la ville gallo-romaine étaient, selon le modèle-type romain, parallèles et perpendiculaires au cardo et au decumanos majores. À la fin du IIe siècle, la ville va se développer en bénéficiant de la Paix romaine qui s'était progressivement instaurée et aussi du négoce et des échanges qui s'ensuivirent. C'est à cette époque que furent construites les quatre portes déjà évoquées et surtout que fut réalisé un énorme ensemble couvert, le cryptoportique. Aujourd'hui place du Forum, c'était un bâtiment en U surélevé de 100 mètres de long avec deux retours de 50 mètres de long chacun ; c'était le centre commercial de la cité. Un marché devait se trouver non loin de là (peut-être rue du Marc). La ville s'embellit avec un amphithéâtre et un stade (rue Gosset), des thermes, des temples et de riches villas comme en témoignent les mosaïques retrouvées. La ville était dotée d'un système d'alimentation en eau, d'évacuation des eaux usées et aussi de dépôts pour les déchets. Un aqueduc amenait l'eau potable de la Suippe.

### Bas-Empire

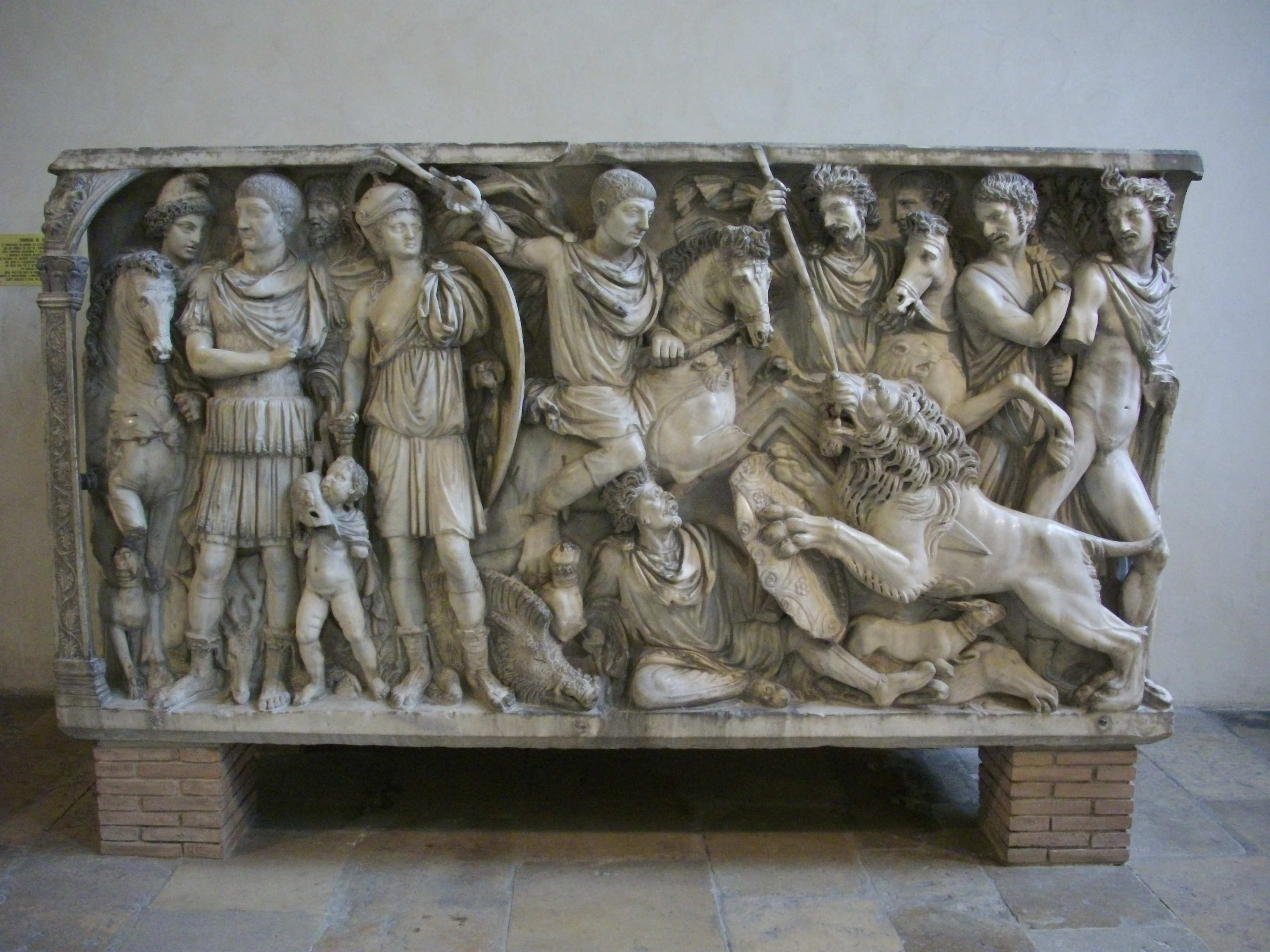
Tombeau de Flavius Jovin conservé au musée Saint-Remi.

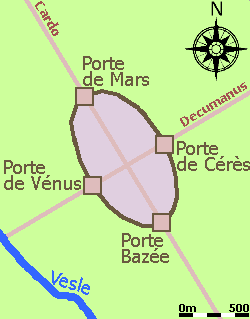
Reims sous le Bas-Empire.

En 357 et en 366, des invasions germaniques sont repoussées dans la région avant qu'elles n'atteignent Reims. Celle-ci n'était pas dotée d'un système défensif et la désagrégation progressive de l'Empire romain ne permettait pas à la ville d'avoir des forces militaires suffisantes pour se protéger. La ville s'étendait alors au-delà du grand fossé gallo-romain.
La population diminua et se réfugia dans l'espace limité par les quatre portes romaines. L'enceinte de cette époque apparaît encore sur le plan actuel de la ville sous la forme de l'ovale formé par les rues de Talleyrand, Chanzy, Contrai, des Murs, Ponsardin, Rogier, Andrieux et le boulevard Désaubeau. Hors de la cité, seul un bourg se développe sur un petit monticule, le futur quartier Saint-Remi.
Cependant, l'enceinte n'était pas assez efficace. En 406, les Vandales s'emparent de la ville et la pillent. Les Rémois sont réfugiés alors dans l'église chrétienne et l'évêque saint Nicaise est décapité sur le seuil de sa cathédrale. Et en 451, ce sont les Huns qui attaquent la ville. Il ne reste quasiment rien de cette période, hormis la trace des fortifications et celui des voies romaines, qui n'ont pas été modifiées. La ville semble avoir été incendiée à plusieurs reprises et les habitants, trop pauvres, ont alors utilisé des matériaux plus précaires, moins coûteux et plus facile à mettre en œuvre comme le bois, le chaume ou la terre.

## Archéologie
La ville est intensément fouillée depuis le XIXe siècle avec l’extension de la ville, nouvelle gare, promenades, cimetière du Nord... Sont mis au jour des domus, la Porte de Mars, le sanctuaire de la rue Belin, le forum de la place homonyme, les thermes et les nécropoles qui entourent les sorties de la ville. Elle était pourvue en eau par l'Aqueduc de Reims.
Dans l'actuelle rue Soussillon , au numéro 25, fut retrouvée une partie de l'antique nécropole par les équipes de l'Inrap. Cette parcelle (1200 mètres carrés), contenait une vingtaine de cercueils cloués, quelques crémations, et sarcophage monumental en calcaire grossier de 100cm de haut sur 165cm de long et 80cm de large contenant la dépouille d'une femme et datée du IIe siècle de notre ère.Le couvercle et la cuve sont scellés par des huit pattes en fer deux sur chacune des faces

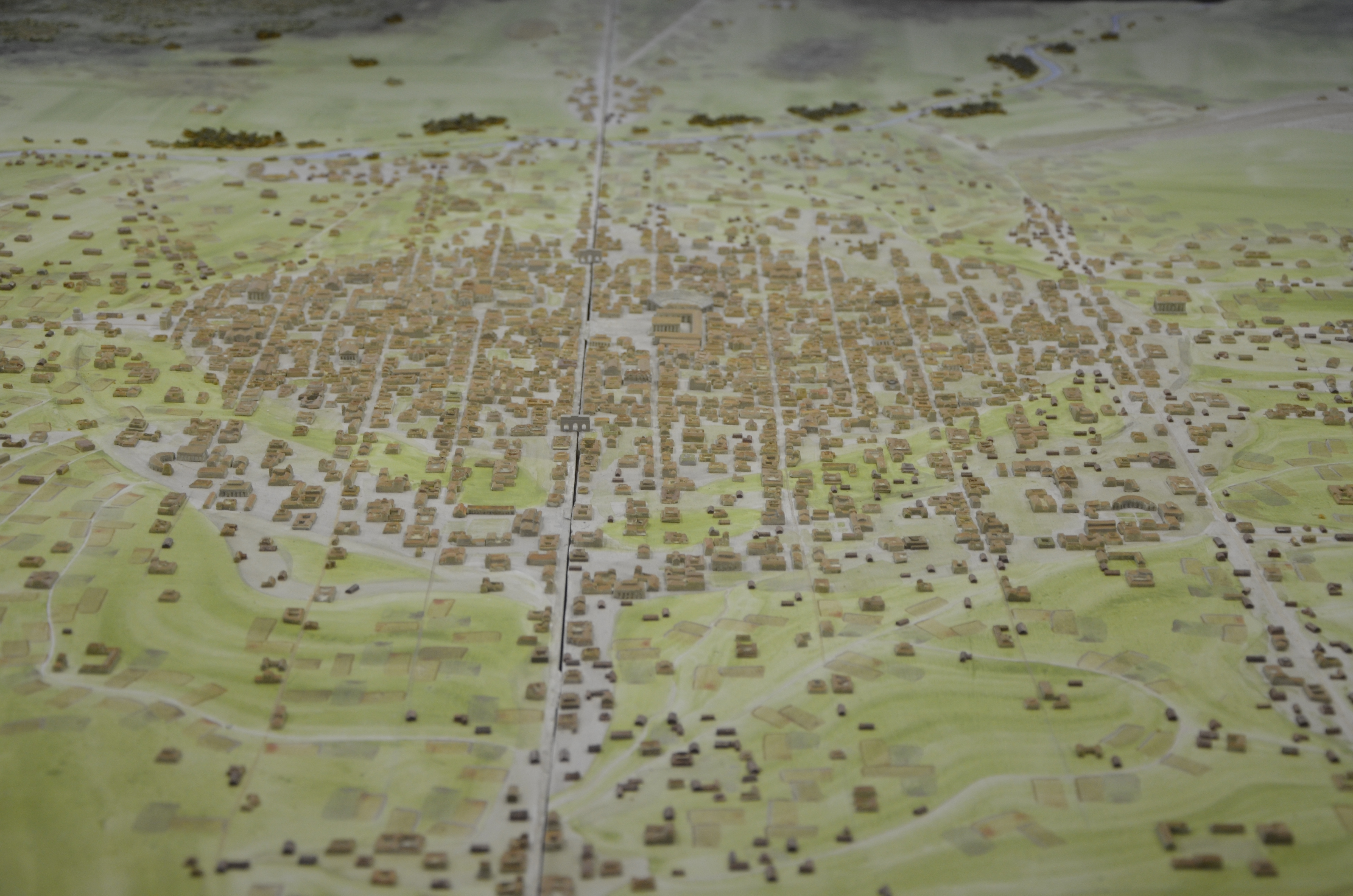
Maquette de Durocortorum pendant le Haut-Empire,
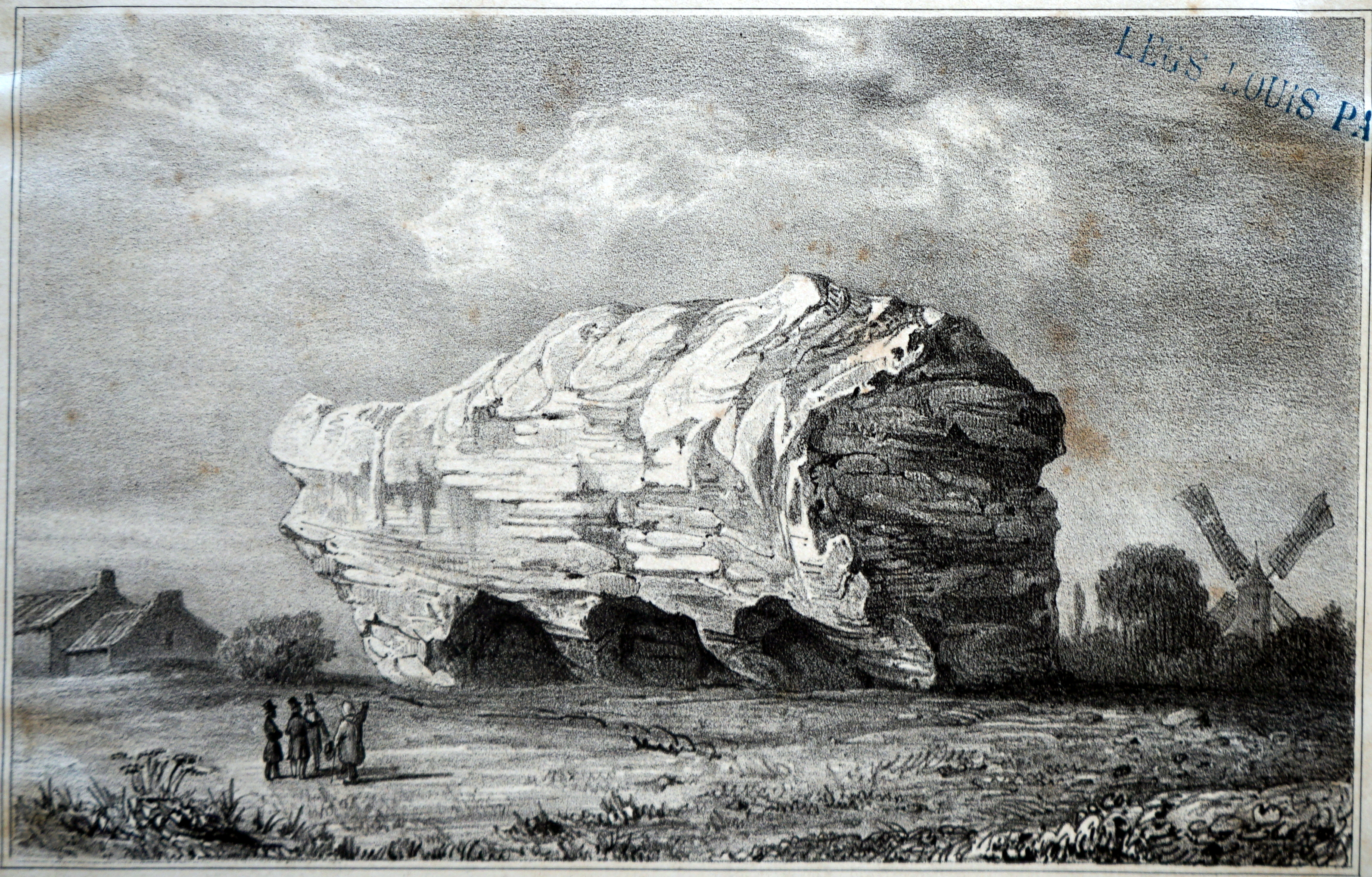
Anciennes arènes ou Amphithéâtre de Reims rue du Mont-d'Arène,
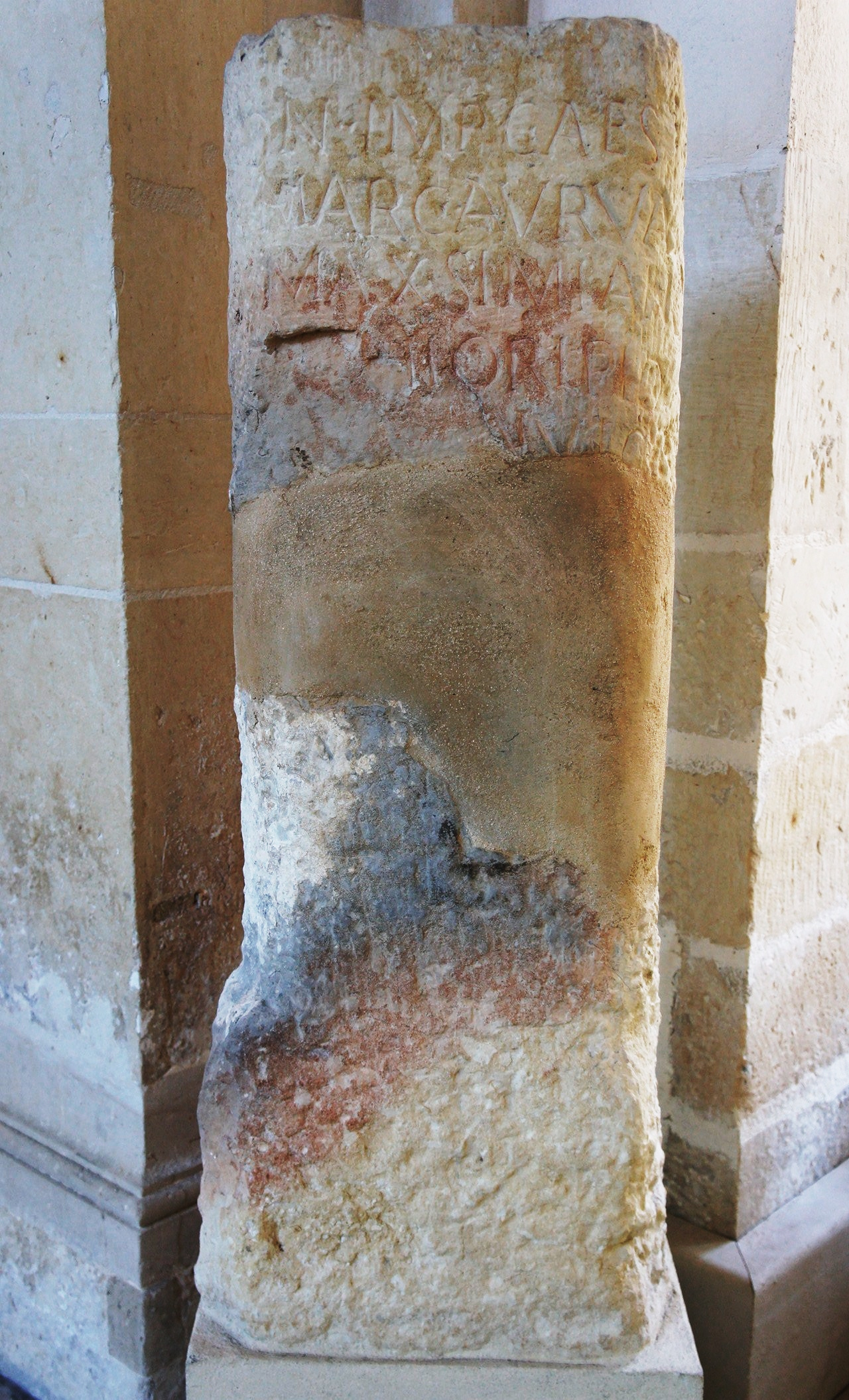
Millaria trouvée aux Trois-Pillers,
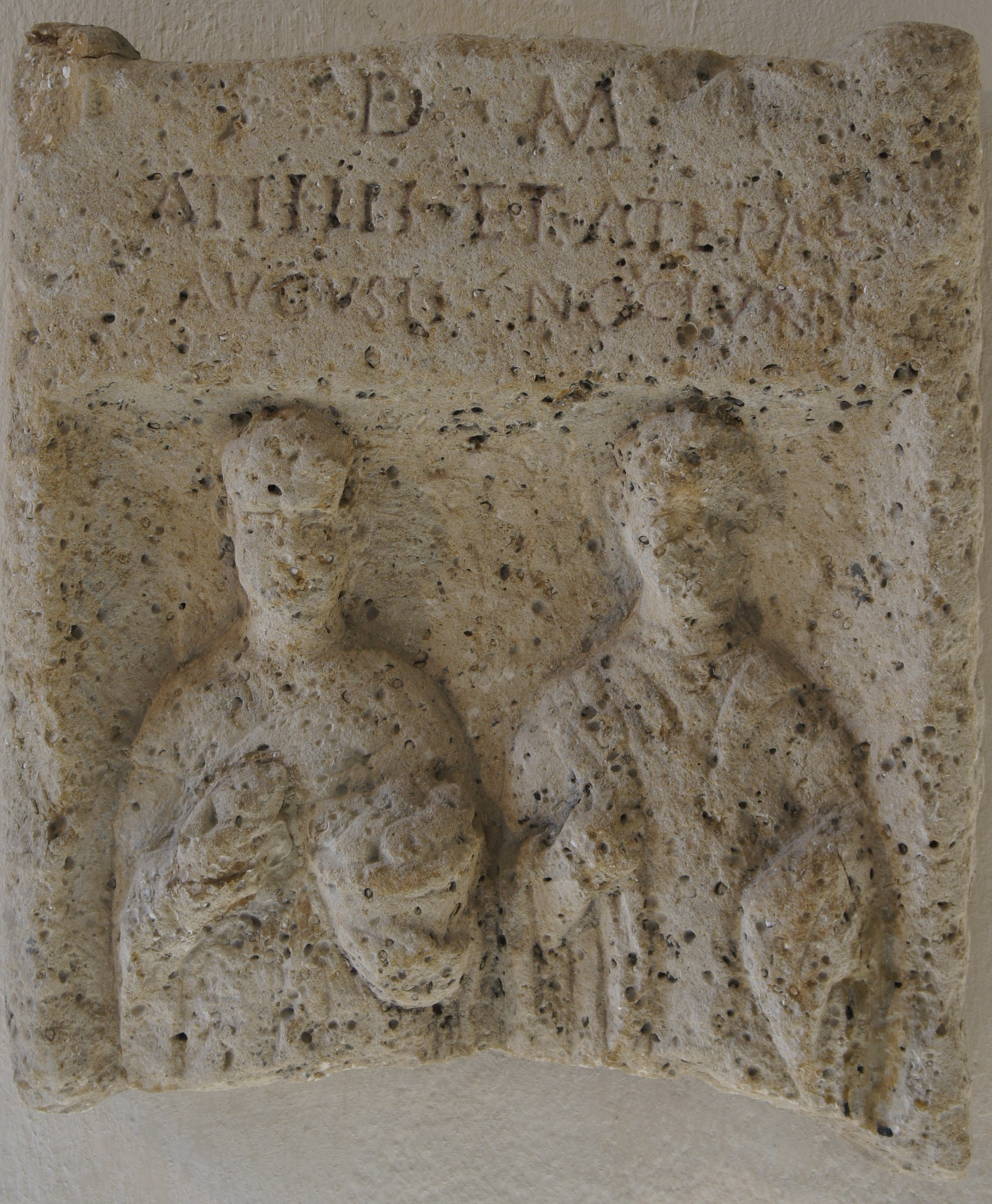
Stèle et sommet
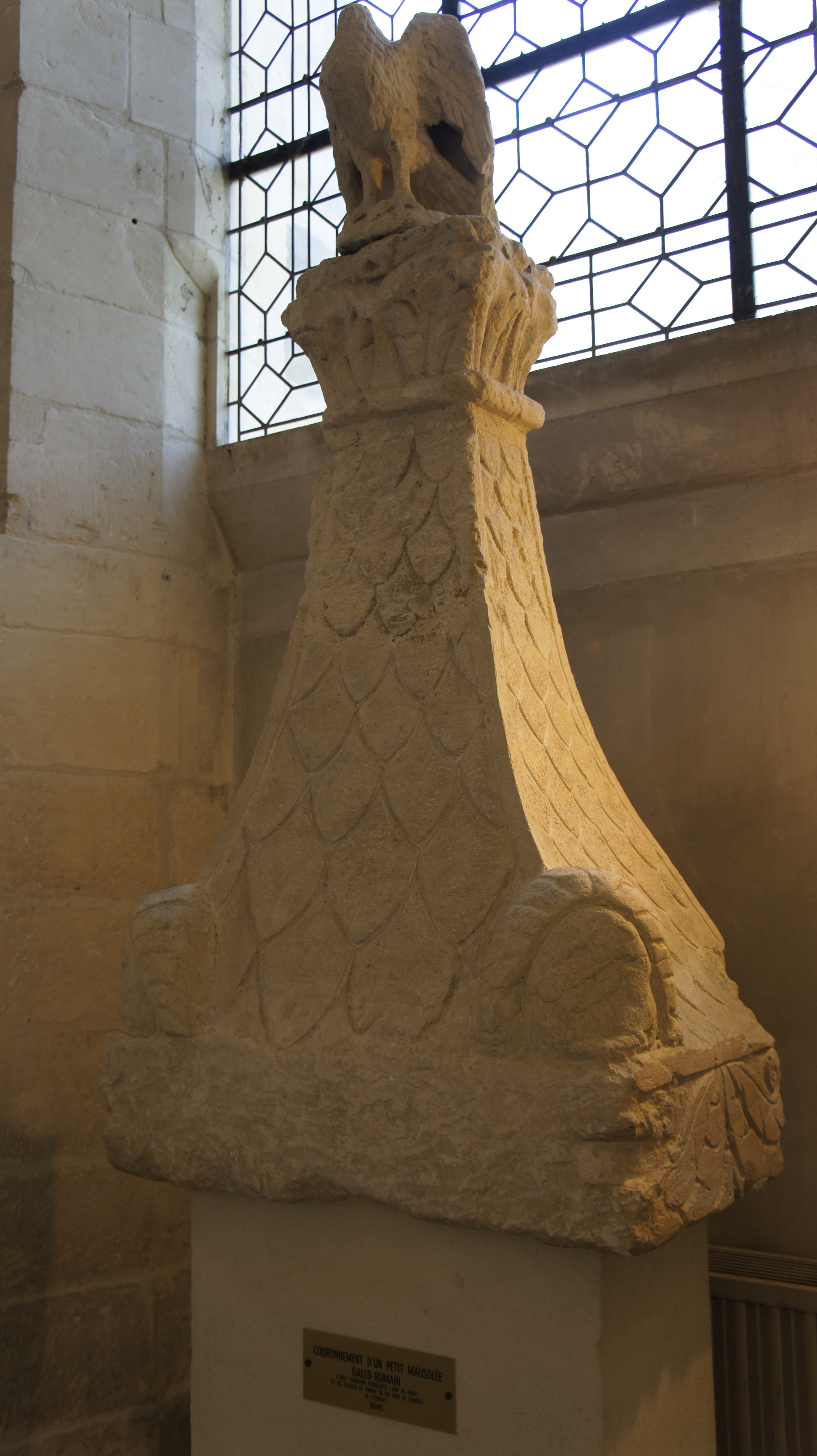
de monument funéraire.
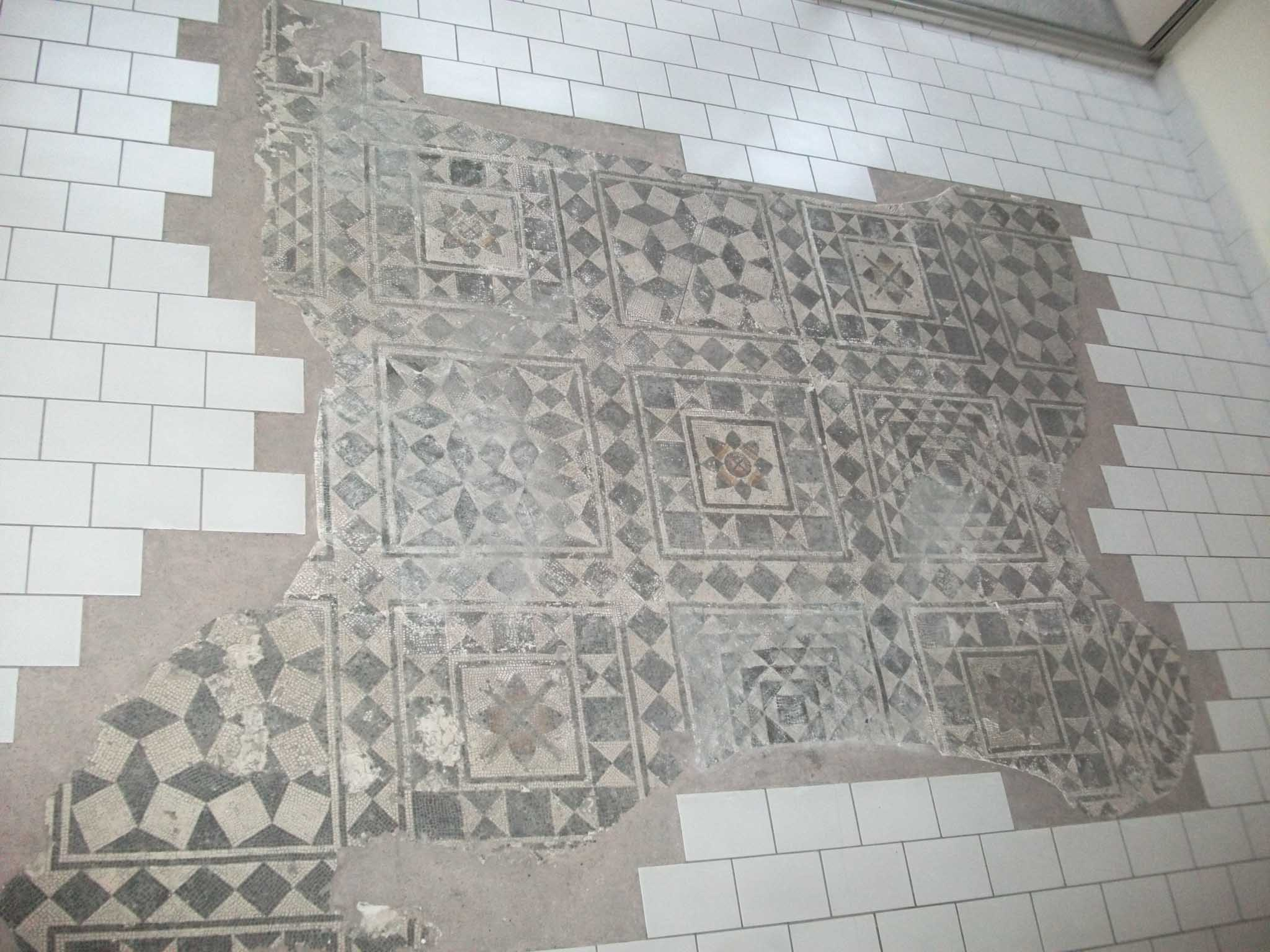
Mosaïque de la Maison aux Fleurons.

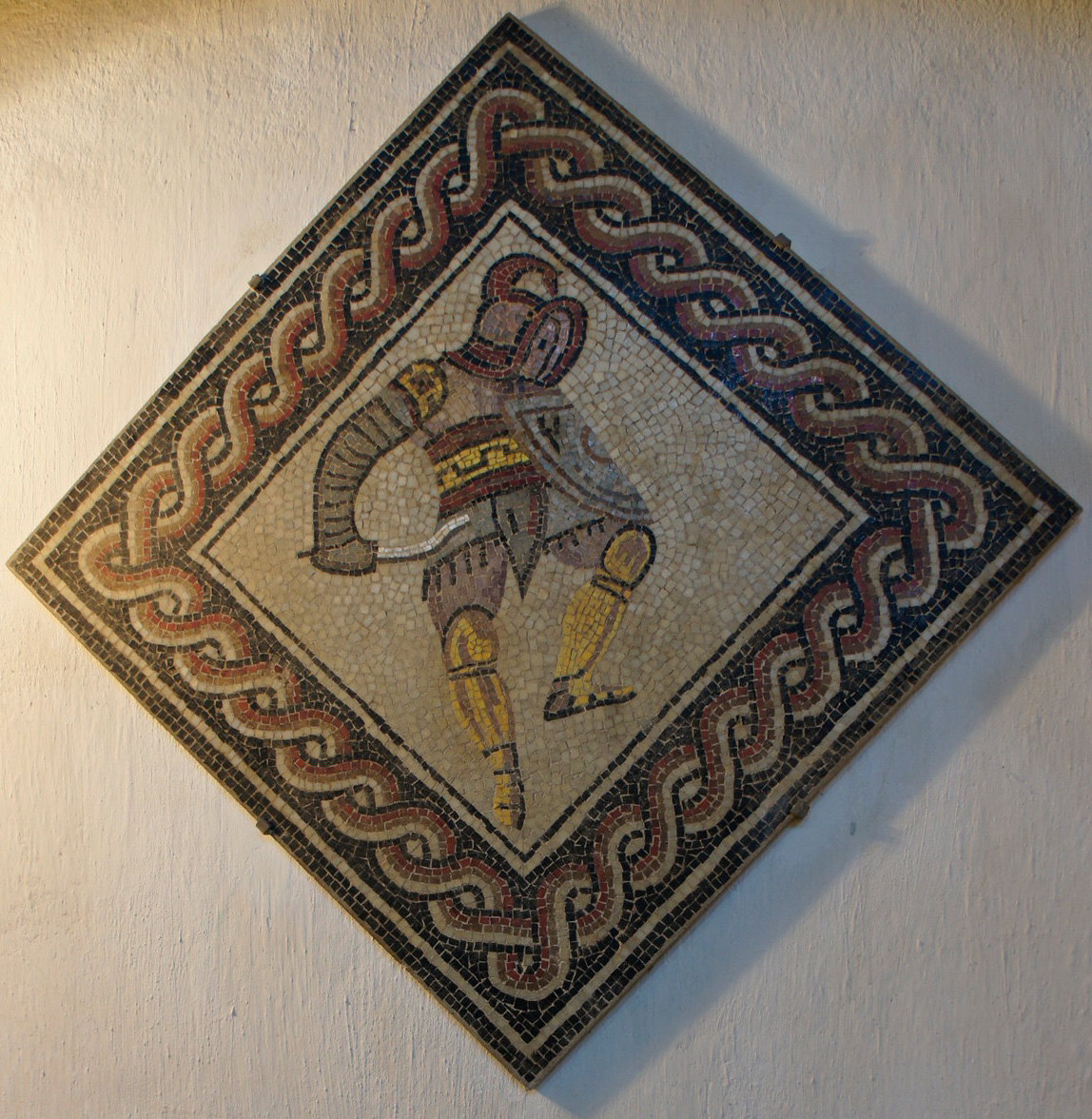
Thrace (gladiateur) de la Maison des hautes promenades.

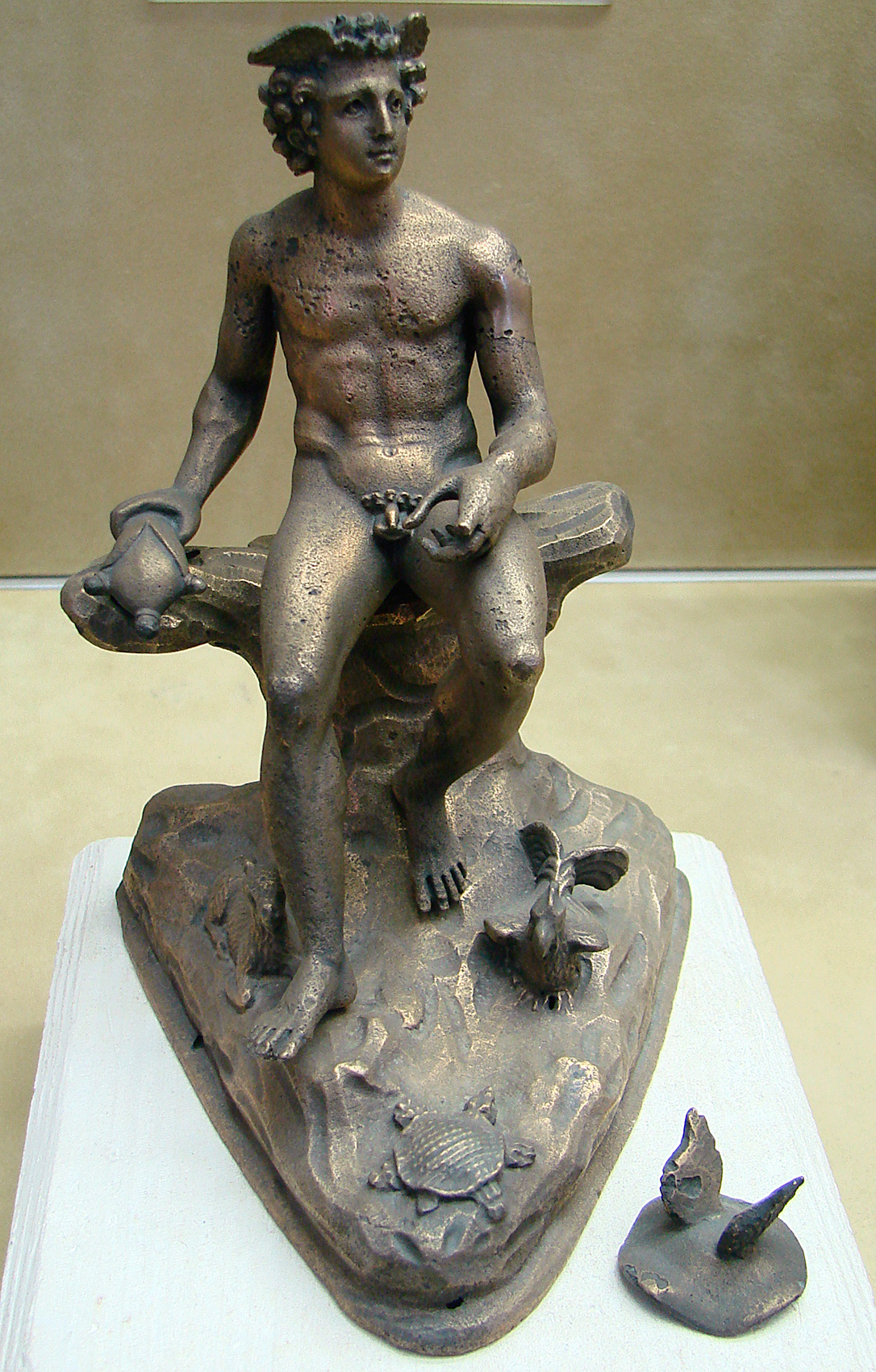
Mercure d'une maison rémoise.

Un certain nombre de Domus ont été fouillées :
- La Maison de Muranus, sur les hautes promenades,
- La Maison de Mercure, rue Eugène-Desteuque,
- La Maison de la Rosace, rue Eugène-Desteuque,
- La Maison du Poisson et celle à la Pergola, rues Chanzy et Libergier, toutes datant du Ier siècle après J.-C.,
- La Maison au Jardin rue des Capucins,
- La Maison aux Amours rue des Capucins et rue Boulard,
- La Maison au Belier rue des Capucins et rue Boulard,
- La Maison du square de la Mission, actuellement sous le Monument aux morts de Reims ;
- La Maison à l'Oiseau, rue des Marmouzets,
- La Maison aux Fleurons, rue de la Paix ; datant du IIe siècle après J.-C.
- La Maison de Nocturnus, rue des Moissons,
- La Maison des Gladiateurs sur les hautes promenades ; datant du IIIe siècle après J.-C.

## Durocortorum dans la bande dessinée
Dans l'album de bande dessinée, Le Tour de Gaule d'Astérix, René Goscinny et Albert Uderzo, les deux héros, Astérix et Obélix, font étape à Durocortorum.